# Lovelock (Nevada)
Lovelock è una città degli Stati Uniti, capoluogo della Contea di Pershing nello stato del Nevada. Nel censimento del 2000 la popolazione era di 2.003 abitanti.

## Geografia fisica
Secondo i rilevamenti dell'United States Census Bureau, la località di Lovelock si estende su una superficie di 2,2 km², tutti occupati da terre.
Presso la città scorre il fiume Humboldt.

## Popolazione
Secondo il censimento del 2000, a Lovelock vivevano 2.003 persone, ed erano presenti 493 gruppi familiari. La densità di popolazione era di 892 ab./km². Nel territorio comunale si trovavano 951 unità edificate. Per quanto riguarda la composizione etnica degli abitanti, il 76,49% era bianco, lo 0,80% era afroamericano, il 7,14% era nativo, lo 0,70% era asiatico e lo 0,20% proveniva dall'Oceano Pacifico. Il 10,03% della popolazione apparteneva ad altre razze e il 4,64% a più di una. La popolazione di ogni razza ispanica corrispondeva al 24,21% degli abitanti.
Per quanto riguarda la suddivisione della popolazione in fasce d'età, il 31,2% era al di sotto dei 18, il 7,5% fra i 18 e i 24, il 27,2% fra i 25 e i 44, il 20,9% fra i 45 e i 64, mentre infine il 13,3% era al di sopra dei 65 anni di età. L'età media della popolazione era di 34 anni. Per ogni 100 donne residenti vivevano 107,8 maschi.